# 푸른 늑대와 하얀 암사슴
《푸른 늑대와 하얀 암사슴》(일본어: 蒼き狼と白き牝鹿 아오키오오카미토시로키메지카[*])은 일명 칭기스칸 시리즈로 널리 알려진 게임의 이름으로 일본의 게임회사인 코에이가 발매한 PC용 게임소프트이다.
코에이가 판매했던 역사 시뮬레이션 게임 중 하나로서 칭기스칸과 몽골제국을 주제로 12세기부터 15세기까지의 유라시아 대륙을 무대로 한 작품으로 지금까지 4개의 작품이 발매되었다.
타이틀은 몽골제국의 역사를 담은 책인 《원조비사(元朝秘史)》의 머리말 부분에서 '지고하신 하늘로부터 내려진 명으로 태어난 푸른 늑대가 있었다. 그 아내로는 순백색의 암사슴이었다.'에서 채택된 것이다.

## 작품설명
1985년 코에이의 역사 시뮬레이션 게임으로서는 비교적 빠른 시기에 첫 번째 작품 푸른 늑대와 하얀 암사슴이 발매되어 코에이가 발매했던 노부나가의 야망 시리즈와 삼국지 시리즈와 더불어 <역사삼부작> 중에 하나라는 위치를 차지하게 되었다. 정확히 말하자면 삼국지(첫 번째 작품), 노부나가의 야망 전국판, 푸른 늑대와 하얀 암사슴 칭기스칸의 발매를 기점으로 역사삼부작이 완성되었다.
역사삼부작의 호칭은 노부나가의 야망, 삼국지보다도 푸른 늑대와 하얀 암사슴 시리즈의 발매 때 특히 많이 이용하였는데, 이 시리즈는 노부나가의 야망이나 삼국지보다 판매 면에서 한 걸음도 뒤지지 않는다고 생각한다. 노부나가의 야망이 일본, 삼국지가 중국을 무대로 한 것에 비해 이 시리즈는 유라시아 대륙 전역(거의 세계 대부분)을 무대로 하여 규모가 컸던 것이 판매 포인트라고 할 수 있다.
그러나 노부나가의 야망 시리즈는 2005년 12번째 작품을 발매했고, 삼국지 시리즈는 2006년 11번째 작품이 발매된 것에 비해 이 시리즈의 속편은 1998년 발매한 4번째 작품에서 멈추고 말았고, <역사삼부작>의 호칭도 이 시리즈 4번째의 역사삼부작 최고의 도달점이란 카피를 마지막으로 사용하지 않게 되었다.
또한 말하자면 잠재적인 팬층이 많은 시리즈인 것이 확인되어, 팬들 사이에서는 속편 발매를 바라는 목소리가 매우 많다.

## 게임에서 생긴 오해
'푸른 늑대와 하얀 암사슴 - 칭기스칸' 이후 이 시리즈에 도입된 '오르도' 명령어는 아이들을 갖기 위한 명령어였기 때문에 오르도와 후궁이나 하렘 등을 혼동하는 사람들이 적지 않게 생겼다. 실제 오르도의 의미는 전혀 다르다. 그 때문에 '칭기스칸 - 푸른 늑대와 하얀 암사슴Ⅳ'에서는 지금까지의 '오르도' 명령어가 '연회'의 명령어로 이름이 변경되었다. 또한 '푸른 늑대와 하얀 암사슴 - 원조비사'의 해외판에서는 '오르도' 명령어가 아이들을 갖기 위한 명령어라는 것에는 차이는 없지만 대신 '가족과 함께 보낸다'라는 명령어로 말을 바꾸어 내놓았다.

## 시리즈 목록

### 푸른 늑대와 하얀 암사슴 - 칭기스칸
먼저 1985년 '푸른 늑대와 하얀 암사슴'(서브타이틀은 없음)이란 타이틀이 발매되었으나, 서브타이틀이 추가된 위에 쓰여진 타이틀이 1987년에 리뉴얼된 것이 본 작품이다. 정확히는 시리즈 2번째 작품이지만 전작을 리뉴얼해서 발매한 것으로 사실상 이 시리즈의 첫 번째 작품이라고도 말할 수 있다.
2005년 코에이 정번시리즈에서 복각판이 발매되었다. 원래 2003년 발매된 코에이 25주년 기념팩의 Vol.3에 수록된 것도 이것이다. 2007년 2월부터 휴대전화판(i아프리판)이 배포되기 시작하였다.(일본기준)
본 작품에서는 오르도 시스템과 혈연장군의 중요성(혈연장군은 절대 배신하지 않는 것에 비해 비혈연장군은 반란을 일으킬 가능성을 필히 가지고 있다)등이 추가되어 이 시리즈의 기본방침이 굳어지게 된 작품이다. 거기에 인재탐색등 후에 '삼국지'에서 중요시 된 시스템도 처음으로 탑재되었다.
또한 1국에는 무조건 1명의 장군이 배치되어야 했고, 발견된 재야의 인재의 능력도 높지 않았다. 선택된 국왕이 이례적으로 나이가 많다면 후계자에게 자리를 물려주는 것이 제시된 것도 희귀한 것이었다.(후계자 없이 초기 국왕 1대에서 세계제패도 충분히 가능하다)
선택되는 국왕이 소수이기 때문에 엔딩이 '통일', '멸망'에 따라 그 나라만의 독자적인 그래픽이 있었다. 전투 장면이 화려한 것도 특징 중 하나이다. 산, 사막, 바다 등의 거친 땅을 행군하면 병사가 차례로 '탈락(소멸)'하기도 한다. '궁수대'의 간접공격, '보병대'의 복병 등 공격 바리에이션이나 숲에서 사냥을 통해 병량 조달도 가능했다.
이 게임만의 독특한 특징 때문에 '방어측'이 굉장히 유리하여 <역사삼부작> 중에서도 가장 난이도가 높은 것으로 알려졌다.
시나리오는 '몽골편'(1174년 겨울 스타트. 명령어 개시는 1175년 봄부터)과 '세계편'(1205년 겨울 스타트. 명령어 개시는 1206년 봄부터) 2개가 있다. 선택할 수 있는 주인공으로는 몽골편이 테무진(몽골족) 한 명이고, 세계편에서는 칭기스칸(몽골제국), 미나모토 요리토모(일본), 알렉시오스(비잔틴 제국), 리처드 1세(영국)등 4명을 선택할 수 있다.

또한 몽골 편을 1205년 겨울까지 클리어하면 금, 식량, 주민, 특산품 총숫자의 10분의 1과 장군후보(속국통치를 할 수 없는 무장)5명, 자식 5명, 모든 왕비를 세계편으로 그대로 갖고 와 플레이 할 수 있었다.(캠페인 플레이) 플레이어는 칭기스칸으로서 플레이를 계속할 수 있다.
이 작품에서 명령어를 실행하기 위해선 통솔력, 판단력, 설득력, 기획력, 체력, 무력등 국왕의 각 능력치를 소비하기 때문에(피로를 표현한다)틈틈이 자기훈련해서 이 능력을 회복시킬 필요가 있다.
다른 고에이 역사 시뮬레이션 게임의 작품들과 다른 점은 내정의 개념에 있다. 다른 시리즈는 개간, 투자 등의 명령어가 있어 이것을 선택하지 않는 한 국력은 상승하지 않는다. 이 작품은 주민을 '마을을 만든다', '성을 만든다', '식량을 만든다', '특산품을 만든다'에 배분하는 것으로 자동적으로 국력이 향상되었다.(훈련도 등 군사관계나 사기 등의 일부 내정 정보는 제외하고) 이 시스템은 '원조비사'에서도 계승되었다.
또한 주민배분 중에는 병사도 포함되어 있기에 모든 주민을 병사로 돌릴 수 있고, 반대로 병사를 0으로 만들어 모두 내정관계에 나눌 수 있는등 유연한 전략이 가능하다.
군주가 죽어 후계자가 계승했을경우 후궁들도 같이 사라진다.

#### 컨슈머 이식판
- 푸른 늑대와 하얀 암사슴 - 칭기스칸(FC):1989년 4월 20일 발매

#### 휴대전화 이식판
- 푸른 늑대와 하얀 암사슴 - 칭기스칸(i아프리):2007년 2월 5일 배포 개시
  - 장군의 얼굴 그래픽은 '칭기스칸 -푸른 늑대와 하얀 암사슴Ⅳ'과 같은 것을 사용했다. 플레이어로서 선택 가능한 족장, 국왕이 오리지널판보다도 증가했다.(쟈무카, 필리프 2세 등)

### 푸른 늑대와 하얀 암사슴 - 원조비사
1992년 발매(PC판)되었고, 2003년 발매된 코에이 25주년 기념팩 Vol.6에도 복각판이 수록되었다. 2005년 코에이 정번시리즈중 하나로 단품판매도 하였다.
대한민국에서는 원조비사 ~고려의 대몽 항쟁~이라는 제목으로 발매하였다. 이 제목을 줄여서 원조비사라는 이름으로 부르는 사람이 많다. 원판과 달리 한국어판은 고려로 플레이할 수도 있다.
이번작에는 새로운 문화권과 기후의 개념이 도입되어 문화권이나 기후가 다르다는 것을 고려하여 전략을 세울 필요가 생겼다. 전략면에서도 정치고문의 관직 도입 및 직할지(플레이어가 직접 내정에 관여한다)의 폐지로 인해, 무엇보다 인사관리의 중요성이 강조되었다. 또한 시나리오 숫자가 증가함에 따라 등장하는 국가나 인물의 설정이 더욱 역사에 가깝게 만들어지게 되었다.
능력치도 '랜덤룰'의 시스템을 계승하여 상세한 수치가 폐지되고, A부터 E까지의 5개의 등급으로만 표시하였다. 전투는 '행군'과 '부대전투'로 나뉘었고, 실제 전투는 '유럽 전선'의 것과 비슷한 3D 배틀뷰 시점으로 벌어진다.
시나리오는 2개 확장판 개념인 pk는 4개(플레이스테이션판은 5개)가 준비되었다.
- 시나리오 1 '몽골고원의 통일'은 전작의 몽골편에 해당된다. 플레이 할 수 있는 족장도 테무진 이외에도 쟈무카(쟈다란족), 토오릴칸(케레이트족), 다얀칸(나이만족)이 추가되었다.

- 시나리오 2 '칭기스칸의 웅비'는 전작의 세계편에 해당된다. 각지의 국왕도 전작에 비해 더욱 사실에 근접하게 만들어졌다. 플레이 가능한 국왕은 칭기스칸 외 미나모토 사네토모(가마쿠라 막부), 존 왕(영국 앙주왕가), 필리프 2세(프랑스 카페 왕조), 무하마드(호라즘 왕국), 고리(고르 왕조)등이 있다.

- 시나리오 3 '원조의 성립'(1271년 스타트)은 문자 그대로 쿠빌라이 칸 시대이고, 플레이 가능한 국왕은 쿠빌라이 칸(원나라), 호조 도키무네(가마쿠라 막부), 아바카(일한국), 바이바르스(맘루크 왕조), 미카엘 8세(비잔틴 제국), 샤를 1세(양시칠리아 왕국)등이 있다. 이 시대가 게임화된 것은 세계 최초라고 볼 수 있다.[출처 필요]

그리고 시나리오 1을 1214년까지 클리어한 상황에서
- 사용자 시나리오 '세계로의 길'이 등장한다. 몽골편에서 계속 플레이한 상황이면 플레이어가 사용한 족장이 그대로 몽골의 국왕으로서 플레이할 수 있다. 이 상황은 전작과 같이 장군, 정치고문, 자식들, 왕비등의 데이터를 그대로 물려받아 플레이한다. 전작과 달라진 점으로는 옮길시 세계편에 데려갈 장군을 선택하는 것밖에는 없고, 클레어한 다음해부터 플레이한다. (전작에서는 강제적으로 1205년 겨울로 이동하였다)

또 신규로 사용자 시나리오를 개시하는 것도 가능해서, 이 상황은 1185년 스타트가 되어 칭기스칸(몽골제국), 미나모토 요리토모(가마쿠라 막부), 살라딘(아이유브 왕조), 이사키오스 2세 앙게로스(비잔틴 제국), 프리드리히 1세(신성 로마 제국), 리처드 1세(영국;앙주왕가) 중에 하나를 선택해 플레이할 수 있다.
플레이스테이션판에서는 일본편에 있던 '겐페이의 쟁란(1180년 스타트)'이 추가되어 여기서는 시나리오 2가 되었다. 무엇보다 세가, 메가CD판에 추가된 시나리오. 미나모토 요리토모, 다이라 기요모리, 후지와라 히데히라, 기소 요시나가들 중 한 명을 선택해 플레이 하였다. 그 때문에 새로이 '겐페이 전투'시대의 장군이 추가되었다. 이것도 '몽골고원의 통일'과 마찬가지로 1214년까지 클리어한 상황에서 사용자 시나리오 '세계로의 길'이 등장한다. 일본편도 마찬가지로 플레이어가 사용한 인물이 그대로 일본의 국왕이 되어 플레이 한다.

#### 문화권
이 작품부터 문화권이란 개념이 도입되었다. 문화권은 동쪽부터 순서대로 일본, 중국, 몽고, 중앙아시아, 인도, 이슬람, 동유럽, 서유럽의 8개가 있다. 문화권의 역할은 주로 경제성장과 병사(군단)의 고용 등에 사용된다.
즉 문화권에 따라 경제성장의 진전이 다르다. 가장 빠르게 성장하는 것이 중국 문화권과 이슬람 문화권이고, 몽고, 중앙아시아, 일본 등은 성장이 늦다.
문화권이 다르다 보니 고용할 수 있는 병사의 종류도 다르다. 예를 들어 최강의 병종이라 불리는 '몽고기병'은 몽고 문화권에서만, '무사'는 일본, '기사'는 서유럽, 동유럽에서만 징병이 가능하다(다만 상인으로부터 용병을 고용하는 시기에 상황에 따라 지역의 문화와는 상관없이 상인의 문화권과 관계있는 병종을 고용할 수 있다. 그러나 용병은 시세에 좌우되기 때문에 일반적으로 높은 가격을 자랑한다.).

#### 기후
또 하나 새로 도입된 시스템으로써 기후의 개념이 있다. 기후는 열대기후, 건조기후, 온대습윤기후, 서안해양성기후, 지중해성기후, 온대하계기후, 냉대습윤기후, 냉대하계기후의 8가지가 있다.
기후는 주로 식량생산과 재해발생에 관련되어 있다. 온대의 4가지 기후지대는 농산품을 만드는게 적당하나, 그 이외의 지역은 농업에는 적당하지 않기 때문에 축산품을 주요품목으로 해야한다. 특히 건조기후에서는 식량수입 자체가 매우 적기에 상인으로부터 구매를 자주 해야 한다.
또 온대습윤기후나 온대하계기후, 열대기후에서는 태풍, 건조기후에서는 모래바람, 냉대습윤기후나 냉대하계기후에서는 한파의 피해를 받을 수도 있다.

#### 컨슈머 이식판
- 푸른 늑대와 하얀 사슴~원조비사(MD):1993년 3월 25일 발매
  - 컨슈머판에서는 전투의 배틀뷰 시점이 폐지되고, 전부 2D로 변경되었다.
- 슈퍼 푸른 늑대와 하얀 사슴~원조비사(SFC):1993년 3월 25일 발매
- 푸른 늑대와 하얀 사슴~원조비사(FC):1993년 3월 25일 발매
- 푸른 늑대와 하얀 사슴~원조비사~메가CD판(MD):1993년 9월 24일 발매
- 푸른 늑대와 하얀 사슴~원조비사~CD-ROM2판(PCE):1993년 9월 30일 발매
- 푸른 늑대와 하얀 사슴~원조비사(PS):1998년 9월 17일 발매

### 칭기스칸 - 푸른 늑대와 하얀 암사슴Ⅳ
1998년 발매되어 일명 칭기스칸4 혹은 칭4라고도 불린다. '칭기스칸' 자체가 시리즈 4번째 타이틀로써 본래 '4'를 붙일 필요는 없었는데, 2번째 작품과의 구별과 4번째 작품이라는 것을 강조하기 위해 아니면 '푸른 늑대4' 등으로 불리는 것이 싫었기 때문에 이렇게 부르게 되었다고도 한다.
이 시리즈로써 처음으로 확장소프트인 파워업키트(일명 PK)가 1998년에 발매되었다. 또한 이 시기 회사의 로고도 光榮에서 コーエー로 회사명을 변경하였기에 통상판은 코에이(光榮) 명의로 파워업키트는 코에이(コーエー) 명의로 발매되었다. 그 후 2002년 통상판은 코에이 정번시리즈 중 하나로써 판매되었으나, 2005년 코에이는 판매를 종료하고, 이후엔 소스넥스트 회사에서 염가판이 발매되었다.
또한 코에이의 웹사이트에서 통상판의 다운로드 판매도 이루어졌었다. 그러나 파워업키트는 2005년 통상판과 더불어 판매종료가 되어, 다운로드 판매도 이루어지지 않았다. 소스 넥스트의 염가판에 파워업키트의 적용은 가능했으나 다운로드판에서는 불가능했다.
게임 내용에서는 모든 국가를 플레이할 수가 있어, 등장하는 실존인물(장군)도 대폭으로 증가해 장군의 능력치는 정치, 전투, 지모의 3가지가 0~100 까지의 수치로 표시되고, 보병, 기병, 궁병, 수군 등의 병과적성의 4가지는 S,A,B,C,D,E까지의 단계와 6종류의 내정특기 및 6종류의 전투특기의 존재 여부 등이 상세하게 설정되었다.
모든 지역에서 장군 단위에게 플레이어가 명령을 내릴 수 있게 되었고, 세계를 1장의 맵에서 표현하여 그 맵상에 각 장군이 이끄는 유니트가 이동해 내정과 전투가 벌어지는(다만 군대 유니트끼리 혹은 군대 유니트와 도시간의 전투는 별도의 화면으로 전환한다)등 말하자면 미니스케이프 내정 시스템이 도입되었다.
지금까지의 전작과는 매우 다른 특색이 느껴지는 게임이라 할 수 있지만, 세계를 무대로한 광대한 스케일과 각지에 실존한 국가 및 인물이 다수 등장하고, 국왕의 혈연자의 중요성, 문화권의 개념 등 전작에서 이어진 특징도 더욱 풍부하게 물려받았다. 전작에는 없었던 역사 이벤트도 존재하여 더욱 플레이어를 게임에 몰입시키게 하였다.
시나리오는 통상판 2개+PK판 2개를 합쳐서 총 4개가 있다. (신 시나리오 1,2는 파워업키트 도입시 추가 시나리오)
- 시나리오 1 '초원을 달리는 늑대' 1189년
칭기스칸이 칸의 지위에 앉았던 직후(제1차 즉위). 본 작품에서는 몽골편, 세계편의 구별은 없어지고, 처음부터 세계를 무대로 한다.
- 시나리오 2 '푸른 늑대의 후예들' 1271년
전작 '원조비사'의 시나리오 3번에 해당된다. 쿠빌라이 칸 치세때이다.
- 신 시나리오 1 '늑대떼들의 포효' 1229년
칭기스칸 사망후, 오고타이 칸이 즉위한 직후. 시나리오 1에서는 아직 등장하지 않았던 바투, 몽케 등이 중심이다. 오고타이의 얼굴이 미묘하게 변경되기도 했다. 시나리오 2 의 중요인물인 바이바르스 나 문천상 등이 대기 상태에 있다.
- 신 시나리오 2 '서역에서 몰려오는 늑대' 1370년
중앙아시아에서 티무르가 티무르 제국을 건국하던 시대이다. 중국엔 명나라, 영국과 프랑스는 백년 전쟁, 일본은 무로마치 막부의 아시카가 요시미츠의 시대이다.

#### 문화
이번작의 키워드는 '문화의 교류와 발전'이라 말할 수 있다. 전작과 같이 문화권에 의해 취급되는 병과와 유리한 내정방법 등이 달랐는데, 지배범위를 확대하여 여러 가지 문화를 교류하여 각지의 문화에서 좋은 부분을 받아들인다는 이미지가 있다. '교역' 및 '문화' 아이템이란 것으로 문화의 교류와 발전을 표현하였다. 또 문화권에 의한 국왕과 장군의 상성이 좋거나 나쁜 것(국왕의 출신문화권에서 먼 문화권 출신의 장군이 충성도가 오르지 않는 등)이 있고, 장군의 출신문화권에 의해 병과의 상성이 존재한다.

#### 내정
전작까지 나라단위, 지역단위에서 도시단위로 변하여 내정은 말하자면 '미니스케이프 내정'이 되었다. 각 도시는 농업, 목축, 무기, 전술, 항해, 건축, 학술, 예술, 의술, 공예등 10종류의 문화 발전에 따라 '문화 레벨'이란 수치가 표시되어 각 문화에 관련된 시설(예를 들어 농업문화에선 논밭)을 도시의 영역내에 건설하여 문화 수준을 높일 수 있다.
또 각 도시에서 생산된 특산품을 각 도시간 교역을 통해 도시끼리 서로 문화교류시켜 문화 수준을 높은 도시로부터 낮은 도시로 전수해 주는 방법도 있다. 문화 수준을 올리는 것으로 수입이 증대한다거나, 그 도시소속의 군대를 강화시키거나, 능력이 높은 장군이 등용되는 확률이 높아지거나, 태어난 국왕의 자식들의 능력이 높거나, 새로운 병과가 개발되는 등 여러 효과를 얻을 수 있다.
'이주' 명령어를 이용해 임의의 장소에 새로운 도시를 만들거나, '폐도' 명령어로 도시를 삭제할 수도 있는 것도 큰 특징이고 전략적으로도 커다란 의미를 가지고 있다.(폐도 명령어는 PK판 및 PS판에만 존재한다)

#### 전투
나라, 지역 단위에 군을 이동시키지 않고, 장군단위로 병사를 이끌 수 있게 되었다. 세계가 1장의 맵으로 만들어져 그 위에서 진행시키는 것도 자유롭게 할 수 있어 전략성, 전술성도 크게 향상되었다. 전작에서는 나라나 도시를 둘러싼 공성전만 있었지만, 이제는 야전까지 벌여야 하는 것도 커다란 변화였다. 전작보다 병과의 종류도 증가하고, 장군의 병과적성 및 특기의 유무, 공성전이나 야전에서 각각 효율적으로 병과를 선택해야만 유리해지는 것도 변화된 점 중 하나이다.

#### 혈연자의 중요성
지금까지 이 시리즈 작품에서 계속 이어진 중요한 게임의 요소이다. 예를 들어 국왕이 수명이 다하거나 전쟁중에 사망하는 상황에서 혈연자가 없다면 즉시 게임오버가 된다. 국왕의 자식(왕족장군)이나 형제(친족장군) 등이 있다면 국왕이 죽더라도 그들 중 1명을 후계자로 삼아 게임을 계속 진행하면 된다. 또한 왕족, 친족장군이 이끄는 군대는 일반 장군에 비해 병사수가 월등히 많아 많은 전투에서 유리하기도 하고, 신분이 높다는 이유로 외교사절로도 유리하다.
이번 작품에서는 장군의 충성도가 수치로 표현되었기에 관리하기가 쉬워져서 전작처럼 비혈연 장군이 반란이나 배신하는 위험성은 높지 않게 되었고, 비혈연 장군을 국왕의 딸과 결혼시켜 사위장군으로 삼으면 병사수를 늘릴 수 있고, 또한 왕위를 계승할 수 있는 자격이 주어진다. 전작에선 국왕의 자식들만이 후계자가 되었는데, 이젠 사위까지 후계자가 될 수 있는 점이 달라진 점이다.
그러나 전작까지 있던 국왕의 혈연장군은 절대 배신하지 않는다는 특징은 사라지고, 충성도가 낮아지면 사위장군 뿐만 아니라 국왕의 자식들도 배신할 가능성이 있게 되었다.

#### 컨슈머 이식판
- 칭기스칸 푸른 늑대와 하얀 암사슴Ⅳ(PS):1999년 2월 25일 발매

PC판 파워업키트보다도 후에 발매되었으나, 게임내용, 시나리오 숫자는 기본적으로 통상판과 동일하다. 그러나 파워업키트에 추가된 명령어나 이벤트의 일부가 추가되었고, 일부 장군의 능력치가 수정되었다. '상인대'에 장군이 필요하게 되었고, 왕비와의 '연회'의 연출이 변경되었다. 다만 용량의 문제로 세계 지도가 작아졌고, 징병의 수치가 크게 달라졌다.